# Electròfon

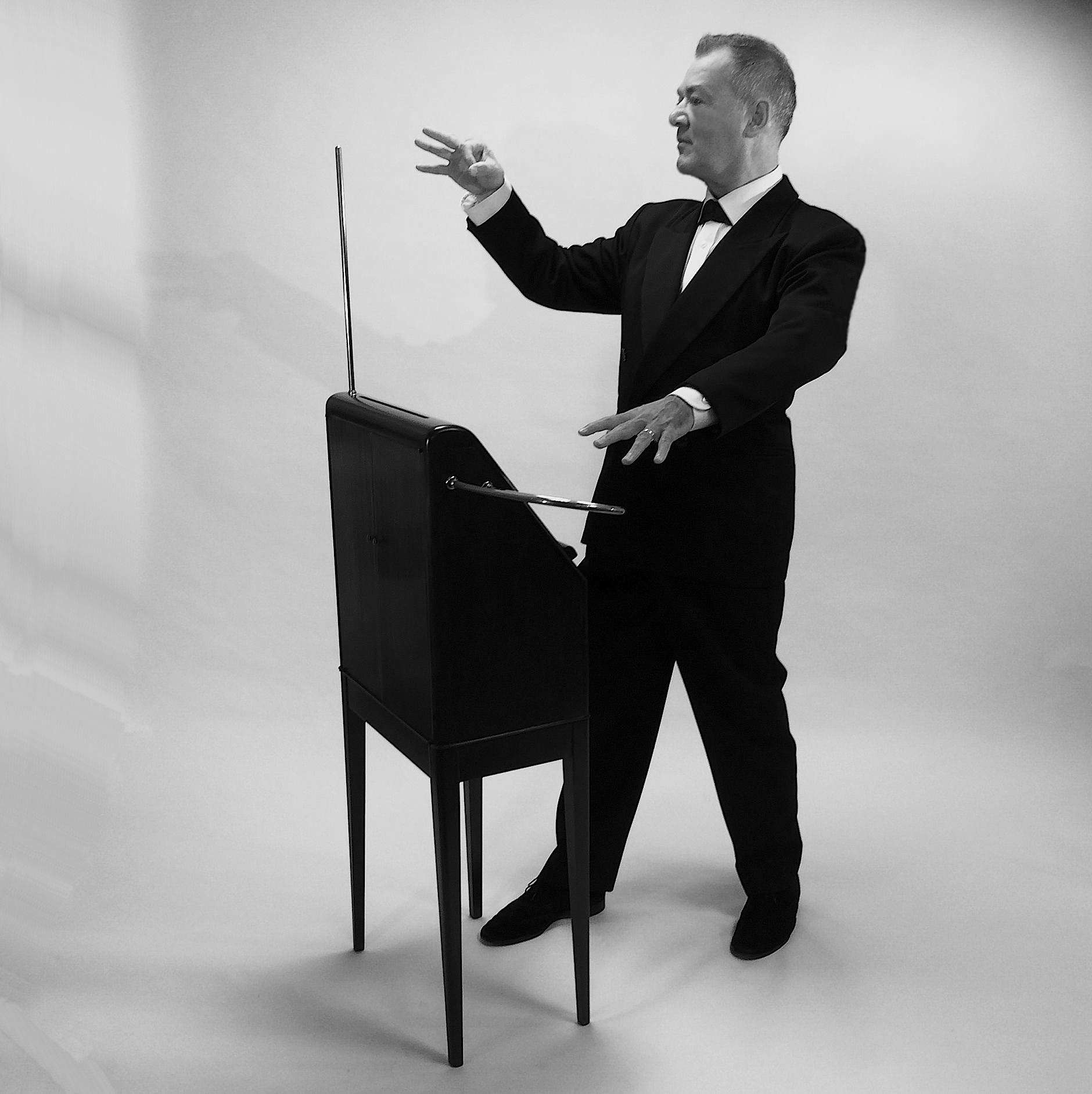
El theremin és un instrument musical electrònic del tipus radioelèctric.

L'electròfon és un instrument musical que genera mitjançant dispositius elèctrics o electrònics.  Com en la majoria dels instruments tradicionals, l’estructura bàsica dels electròfons consta d’un generador de vibracions, un sistema amplificador del so i un sistema de modulació.
La categoria es va afegir al sistema de classificació d'instruments musicals de Hornbostel-Sachs el 1940 per descriure instruments relacionats amb l'electricitat. Sachs va dividir la seva cinquena categoria en dues subcategories:
- 51 = instruments acústics accionats elèctricament (per exemple, orgue amb accionament motor elèctric)
- 52 = instruments acústics amplificats elèctricament (per exemple, guitarra amb pastilles pickup)
- 53 = instruments que fan so principalment mitjançant oscil·ladors accionats elèctricament (com per exemple un sintetitzador o un theremin)

Molt sovint empren interfícies el disseny de les quals imita el d'instruments d'altres grups, especialment de teclat com els sintetitzadors o de corda com la guitarra elèctrica. També es poden classificar com:
- De producció convencional (instrument musical elèctric) com la guitarra elèctrica, el baix elèctric o el violí elèctric.
- De producció electrònica (instrument musical electrònic), com el melotró o el sintetitzador.